# Sirevåg
Sirevåg este o localitate din comuna Hå, provincia Rogaland, Norvegia, cu o suprafață de 0,69 km² și o populație de 551 locuitori (2013).